# Sidste omgang i Whiskybæltet
Sidste omgang i whiskybæltet er en dansk dokumentar i fire afsnit oprindeligt sendt på Danmarks Radio i 2018. Den handler om seks kendte danskere, der deltager i selvhjælpsgruppen ETOH for at slippe ud af alkoholafhængighed.
Programmet er produceret for Danmarks Radio af Impact TV.

## Indhold
I programmet “Sidste omgang i whiskybæltet” står flere kendte danskere frem fra underholdningsbranchen og erhvervslivet og beretter om hvor svært det er at kæmpe med at holde op med at drikke. Særligt to kendte danskere viser bagsiden af det søde liv med drinks og stoffer. Programmet følger hovedsagligt modeskaberen Erik Brandt, der kæmper sit livs kamp mod alkohol samt modellen Oliver Bjerrehuus, der også kæmper med alkohol, stoffer og ballade i medierne, mens han drømmer om et roligt familieliv.
I selvhjælpsgruppen ETOH for erhvervsledere, kunstnere og tv stjerner i det mondæne Vedbæk, søger de hjælp for at finde en vej ud af rusen. Selvhjælpegruppen er grundlagt af Steen Svartzengren , der selv er tørlagt alkoholiker. Gennem de fire afsnit følger serien Erik Brandt og Oliver Bjerrehus kendisserne i deres kamp for at blive ædru, og forblive ædru. Man følger de medvirkende gennem fornægtelse over afgiftning mod et liv uden alkohol. De resterende fire medvirkende er på optagelsestidspunktet ædru og beretter om deres kamp for at nå dertil.

## Kritik af indhold
Programmet fik efterfølgende kritik fra Pressenævnet. Dele af Oliver Bjerrehus’s indhold i udsendelsen blev kritiseret. Pressenævnet fandt, at DR burde have orienteret moderen til Oliver Bjerrehus’s barn, om hvilke der verserede en fogedretssag, som omtales i programmet, om udsendelsen inden offentliggørelsen, og Pressenævnet udtalte kritik af DR for ikke at have forelagt moderen udsendelsens oplysninger om fogedretssagen .